# 248P/Gibbs
248P/Gibbs – kometa krótkookresowa, należąca do rodziny Jowisza. 

## Odkrycie
Kometa została odkryta 27 listopada 2010 w ramach programu obserwacyjnego Catalina Sky Survey.

## Orbita komety i właściwości fizyczne
Orbita komety 248P/Gibbs ma kształt elipsy o mimośrodzie 0,64. Jej peryhelium znajduje się w odległości 2,15 j.a., aphelium zaś 9,82 j.a. od Słońca. Jej okres obiegu wokół Słońca wynosi 14,63 roku, nachylenie do ekliptyki to wartość 6,37˚.
Jądro tej komety ma rozmiary maks. kilku km.